# Passage Tomb von Seefin
Koordinaten: 53° 11′ 9,9″ N, 6° 23′ 38,2″ W
Das neolithische Passage Tomb von Seefin (irisch Suí Finn – amtlich: Scurlocksleap) liegt südwestlich von Dublin im Norden des Wicklow-Mountains-Nationalparks und des County Wicklow in Irland. Es befindet sich auf einer Höhe von 621 m über NN, nahe der nördlichen Parkgrenze auf der Spitze des „Mount Seefin“ (irisch Cnoc Suí Finn – deutsch: Sitz des Hügels von Fionn).
Irlands südlichstes Passage Tomb wurde in den 1930er-Jahren von R.A.S. Macalister, P.T. Walshe, L. Price und in den 1990er-Jahren erneut ausgegraben. Das klassische Passage Tomb ist eine in 219 Exemplaren für Nordirland und den Norden der Republik Irland charakteristische Form der Megalithanlage, die zudem in Leinster, Munster und in wenigen Exemplaren auch in Großbritannien vorkommt.
Der 1991 gegründete Wicklow-Mountains-Nationalpark hatte anfangs eine Größe von 3.700 ha um Glendalough. Er wurde seither erweitert und hat jetzt, einschließlich des international wichtigen „Liffey Head Bog“, eine Größe von nahezu 20.000 ha. Das Gebiet ist eines der populärsten Wandergebiete in Irland. Die Vorzeitmonumente gruppieren sich um Seefin Mountain und den Sorrel Hill. Das bedeutendste ist das Grab auf dem Gipfel des Seefin.
Das Passage Tomb liegt unter einem Steinhügel von 24 m Durchmesser und 3 m Höhe. Große Randsteine umgeben den Bruchsteinhügel noch beinahe vollständig. Ein außerordentlich schmaler, schräg angesetzter, vier Meter langer Gang führt etwa von Norden in die Kammer. Sie hat vier Seitenkammern und eine Kopfnische, in die teilweise Hügelmaterial verstürzt ist. Im Gegensatz zu Loughcrew haben die Nischen keine gemeinsamen Trennsteine. Die Nischen der Westseite sind durch hochkant stehende Schwellensteine von der Kammer abgegrenzt. Es gibt eine 2,15 m lange und 1,2 m tiefe dreieckige Vertiefung mit am Übergang zwischen Kammer und Gang. Die etwa 4,0 m lange zentrale Kammer weitet sich vom Gangende an auf und verengt sich wieder am Ende des zweiten Seitennischenpaars zur Kopfnische hin. Zwei der Kammersteine tragen konzentrische Motive, die menschlichen Gesichtern ähneln. Der Deckstein in der Nähe des Eingangs hat eine Dekoration aus fünf Linien. Das falsche Gewölbe der Kammer ist nicht mehr komplett erhalten. Die Anlage ist wahrscheinlich schon lange offen gewesen. Ein frühchristliches Kreuzmotiv ist in einen der Decksteine eingearbeitet.
Den Namen Seefin (Fionn’s Sitz) tragen Townlands oder Berge in den Countys Cavan, Cork, Kerry, Limerick und Waterford. Das unbekanntere Portal Tomb von Seefin liegt im County Galway.